# Cerebratulus theta
Cerebratulus theta är en djurart som tillhör fylumet slemmaskar, och som beskrevs av Louis Joubin 1902. Cerebratulus theta ingår i släktet fläsknemertiner, och familjen Cerebratulidae. Inga underarter finns listade i Catalogue of Life.